# 市川莚升 (3代目)
三代目 市川 莚升（いちかわ えんしょう、1894年（明治27年）9月29日 - 1947年（昭和22年）5月10日）は、明治・大正・昭和時代の歌舞伎役者。屋号は高島屋。本名は高橋 道之助（たかはし みちのすけ）。

## 人物
東京新富町生まれ。初代市川左團次の次男。長男の二代目市川左團次の異母弟。1898年（明治31年）二代目市川ぼたんとして初舞台をふみ、1915年（大正4年）に三代目市川莚升を襲名した。実兄二代目市川左團次につき、脇役を務め、女形の義兄二代目市川松蔦と共に、二代目左團次の演劇革新運動を援けた。当たり役は「太功記」十段目の十次郎、「吃又」の修理之助など。
近年、書籍、インターネットなどで、二代目市川左團次を初代市川左團次の一人息子とし、三代目市川莚升を初代左團次の養子とする記録が多々散見されるが、高橋家の戸籍原簿に拠れば、これは全くの誤謬である。
「市川ぼたん」の名跡は、明治の歌舞伎改良運動を九代目市川團十郎、五代目尾上菊五郎らと共に進めた初代市川左團次が、九代目團十郎の厚情を記念して、長男、二代目市川左團次の初舞台の際に幼名として与えたのが始まりである（初代市川ぼたん）。
九代目團十郎を深く尊敬していた三代目莚升は、俳号を漢字の「牡丹」として、九代目團十郎に係わりのある「ぼたん」の名跡を終生愛していた。三代目市川莚升死去の1947年（昭和22年）の秋、東宝歌舞伎（座長は長谷川一夫）などで舞台を踏んでいた長女の高橋恭子が三代目市川ぼたんを襲名した。